# ヤマネコ号の冒険
ヤマネコ号の冒険(英語: Peter Duck、ヤマネコごうのぼうけん)は、アーサー・ランサムによる「ツバメ号とアマゾン号」シリーズの第3作である。ツバメ号とアマゾン号は、フリント船長と老船乗りピーター・ダックと共に、埋蔵された財宝を回収するため、クラブ島へと航海に出る。航海中、フリント船長の船ヤマネコ号は、同じく財宝回収を企む別の船マムシ号に追われることになる。
1932年に初版が出版されたこの本は、『女海賊の島』(Missee Lee)や『シロクマ号となぞの鳥』(Great Northern?)と並んで、このシリーズにおけるメタフィクション作品の一つと考えられている。本書の大部分は、ランサムがアルトゥニャン家の人たちと一緒に滞在していたアレッポで執筆された。

## 年表
出版時点では『ヤマネコ号の冒険』はシリーズの3冊目だが、物語は最初の2冊の間の冬に、ツバメ一号とアマゾン号の仲間がフリント船長と共にノーフォークの船旅に滞在中に創作したものとされている。この創作過程を描いた初期の2章は、アーサー・ランサムが『ツバメの谷』を書き始める前に執筆したものだった。この冒頭部分は『ツバメの谷』の後に出版されたため、最終版では削除された。しかし、『ツバメの谷』では、ツバメ一号とアマゾン号の仲間が創作した物語に登場するティティの空想上の友達としてピーター・ダックが登場する。

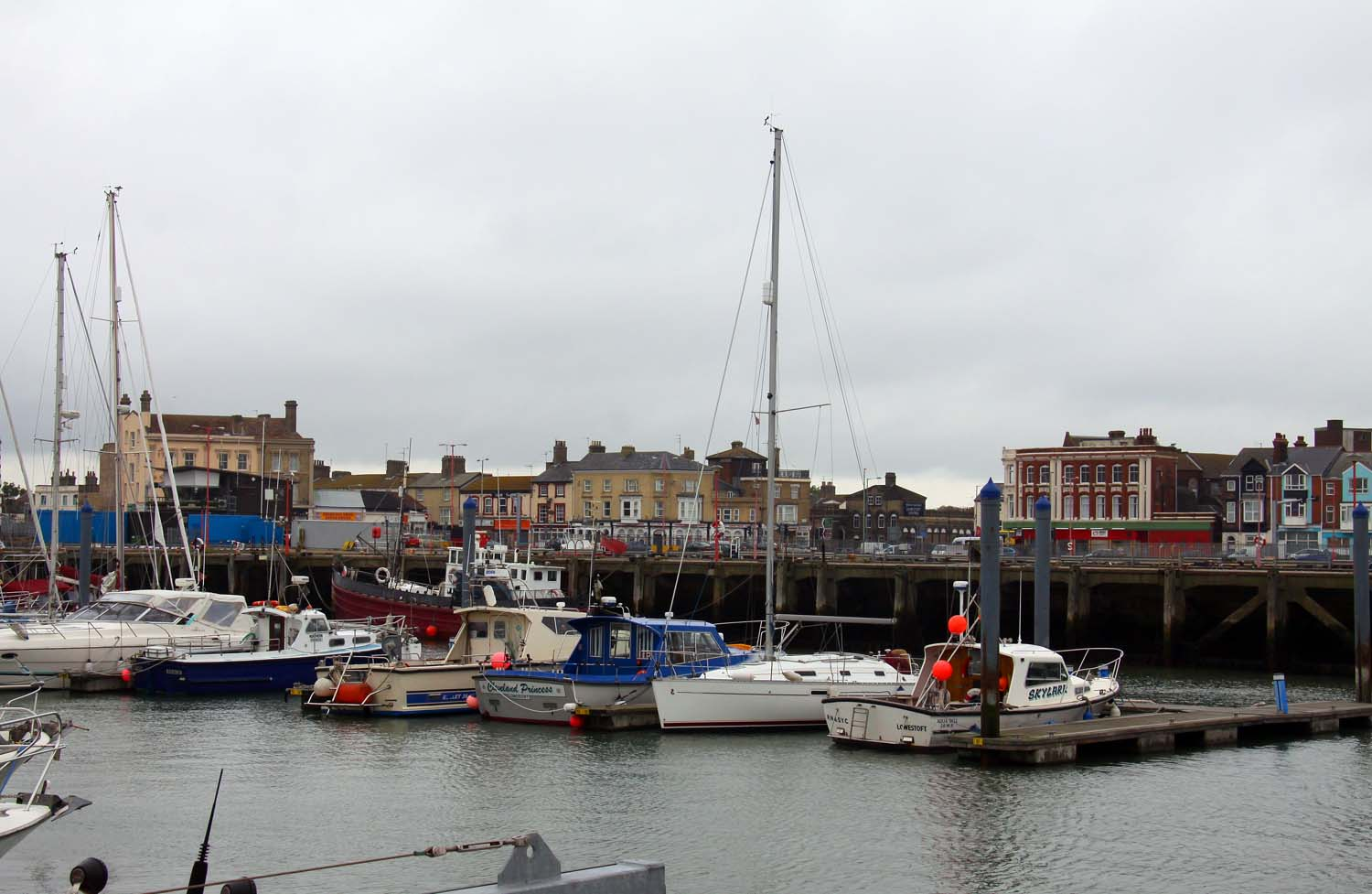
ローストフトのハーバー

## あらすじ
ツバメ号とアマゾン号はローストフト(イングランド東部，サフォーク県北東端)内港にいて、スクーナー船ヤマネコ号でのクルーズの準備をしている。船長はブラックエット家の叔父ジム・ターナー、フリント船長である。残念ながらもう1人の大人 (サム・ビデフォード) は来られず、クルーズは危ぶまれるが、年老いた船員のピーター・ダックが手伝いに来ることを申し出る。港では、もっと大きな黒いスクーナー船マムシ号が航海の準備をしており、ヤマネコ号に乗船しているピーター・ダックの存在がマムシ号の船長ブラック・ジェイクの興味を引く。
ピーター・ダックは、ずっと昔、船が難破してカリブ海の小さな島に打ち上げられたときに、海賊が宝箱のようなものを埋めているのを見たという物語を語り、マムシ号のブラック・ジェイクはその宝物を見つけたいと狙っている。ヤマネコ号が出航すると、マムシ号はすぐに後を追い、イギリス海峡を南に下って追跡し、ある時点では夜中に乗り込むと脅しにかかる。
ランズ・エンド沖の霧の中、ヤマネコ号の乗組員はマムシ号を逃がしてしまうが、マムシ号の船員の少年ビルを救助する。ビルはヤマネコ号の乗組員を偽の信号で騙そうと漂流していた。一行は大西洋を渡り、クラブ島へ。そこでピーター・ダックの宝を数日間探し続けるが、無駄に終わる。
ハリケーンが吹き荒れると、ピーター・ダックとフリント船長はヤマネコ号を操り、嵐を乗り切るため海へ出航し、ツバメとアマゾンの仲間たちを陸に残した。
嵐の最中に地震が起こり、スクーナー船が戻ってくると、宝探しのキャンプへの道はすべて土砂崩れと倒木で塞がれていた。しかし、倒れたヤシの木から小さな箱が現れた。ピーター・ダックの宝物だった箱である。子供たちはそれを取り戻す。陸路が遮断されているため、子供たちは停泊地まで迂回して航海することにした。
フリント船長がツバメ号とアマゾン号を救出するために島を横断しようとしている間、マムシ号が到着し、ピーター・ダックとビルが捕らえられる。マムシ号の乗組員も宝を探すために上陸してくる。子供たちはピーター・ダックとビルを救出し、ヤマネコ号は反対側へ航海して行き、ブラック・ジェイクが到着する直前にフリント船長を拾うことに成功する。彼らは島から出航しようとするが、風が止み、マムシ号が彼らを捕らえそうになる。しかし、海上の大竜巻によってマムシ号は破壊されたが、ヤマネコ号の子どもたちは助かる。彼らはその後何事もなく無事に家に戻る。宝箱の中身はロバート・チャールズ・ボーリン名義の一等航海士免許証とかなりの数の真珠だった。これらは確かにかなりの価値があるが、期待されるような莫大な財産には値しないことが判明する。物語の主人公たちは資産を適切に分配し、資金は賢明で実際的な事業に使われることになる。

## 邦訳
- ヤマネコ号の冒険 (『アーサー・ランサム全集 ; 3』)岩田欣三 訳、岩波書店、1995年
- アーサー・ランサム『ヤマネコ号の冒険』上下(岩波少年文庫 ; 174、175. [ランサム・サーガ] )神宮輝夫 訳. 岩波書店, 2012年

### 追加情報源
- Arthur Ransome and Capt. Flint's Trunk by Christina Hardyment, 1984, ISBN 0-224-02590-2 includes the two discarded chapters with the back story of the creation of Peter Duck by the Swallows and Amazons.